# テオドール・ファン・ケッセル
テオドール・ファン・ケッセル（Theodor van Kessel、1620年ころ生まれ、1660年以降に没）は、フランドルの版画家、版画の下絵画家である。おもにアントウェルペンで働いた。

## 略歴
生涯については殆ど知られていない。1620年ころユトレヒトで生まれたのではないかとされている。1650年にローマにいた証拠があり、その1年後にアントウェルペンに移り1660年ころまで、そこで働いた 。
画家のダフィット・テニールス2世（1610-1690）のもとで働き、スペイン領ネーデルラント総督レオポルト・ヴィルヘルム・フォン・エスターライヒの美術コレクションをもとに、253点の複製版画を制作し1660年に『Theatrum Pictorium』というタイトルで出版された版画集に貢献した。版画集にうちの27点にはファン・ケッセルの署名があり、特に神話を題材にした作品の数が多く、ティツィアーノ・ヴェチェッリオやアンドレア・スキャヴォーネ、ジョルジョーネ、ヤコポ・バッサーノの原画をもとにした作品などが含まれていた 。
1654年には同時代の画家ヤン・ファン・デン・ヘッケ（Jan van den Hecke: 1620–1684）の原画をもとに「Alcune animei」というタイトルの家畜や動物を描いた版画集を制作した 。また自らの絵をもとにした騎馬の人物の版画を制作した。

## 作品

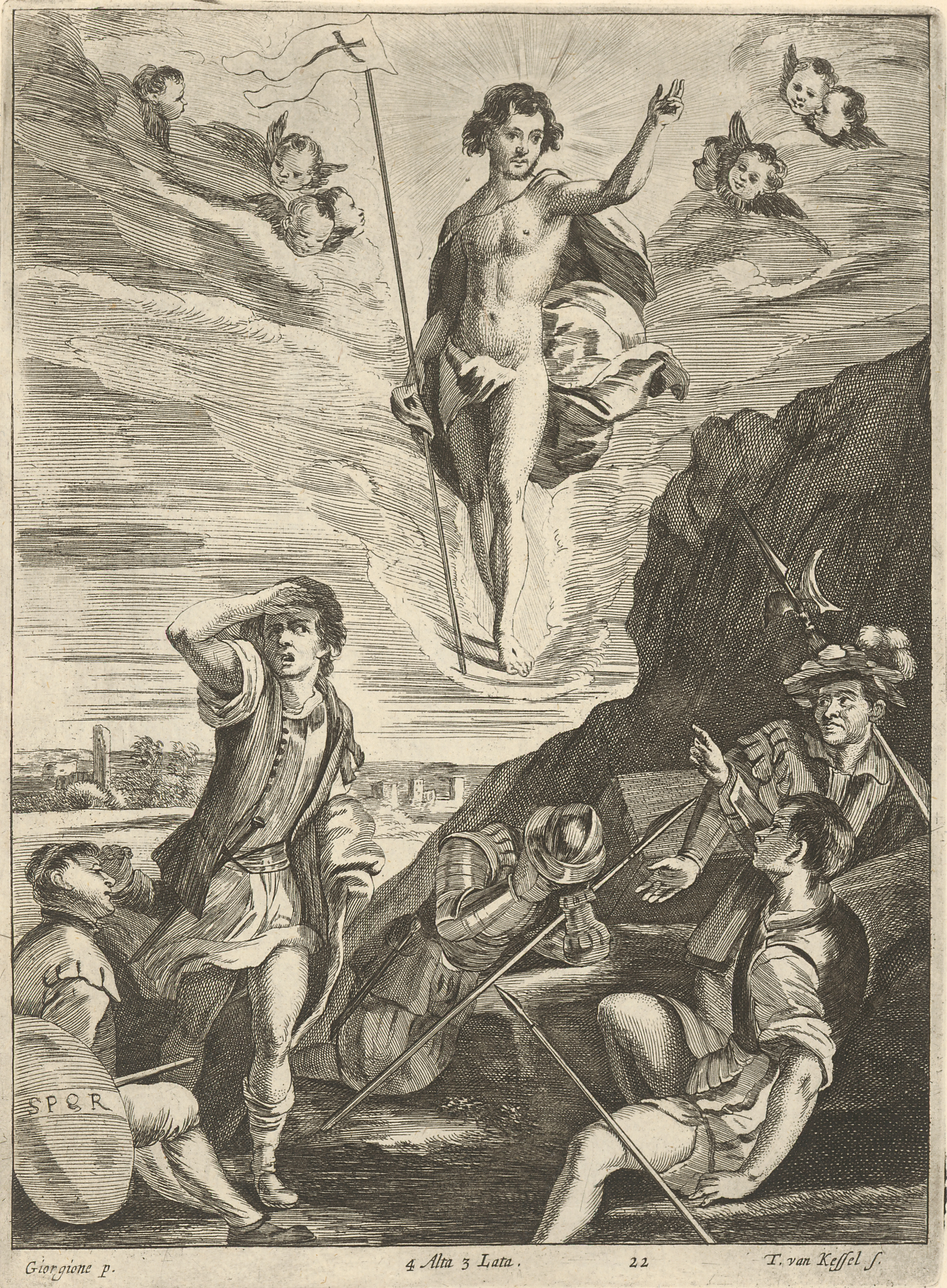
ジョルジョーネの原画:「キリストの昇天」
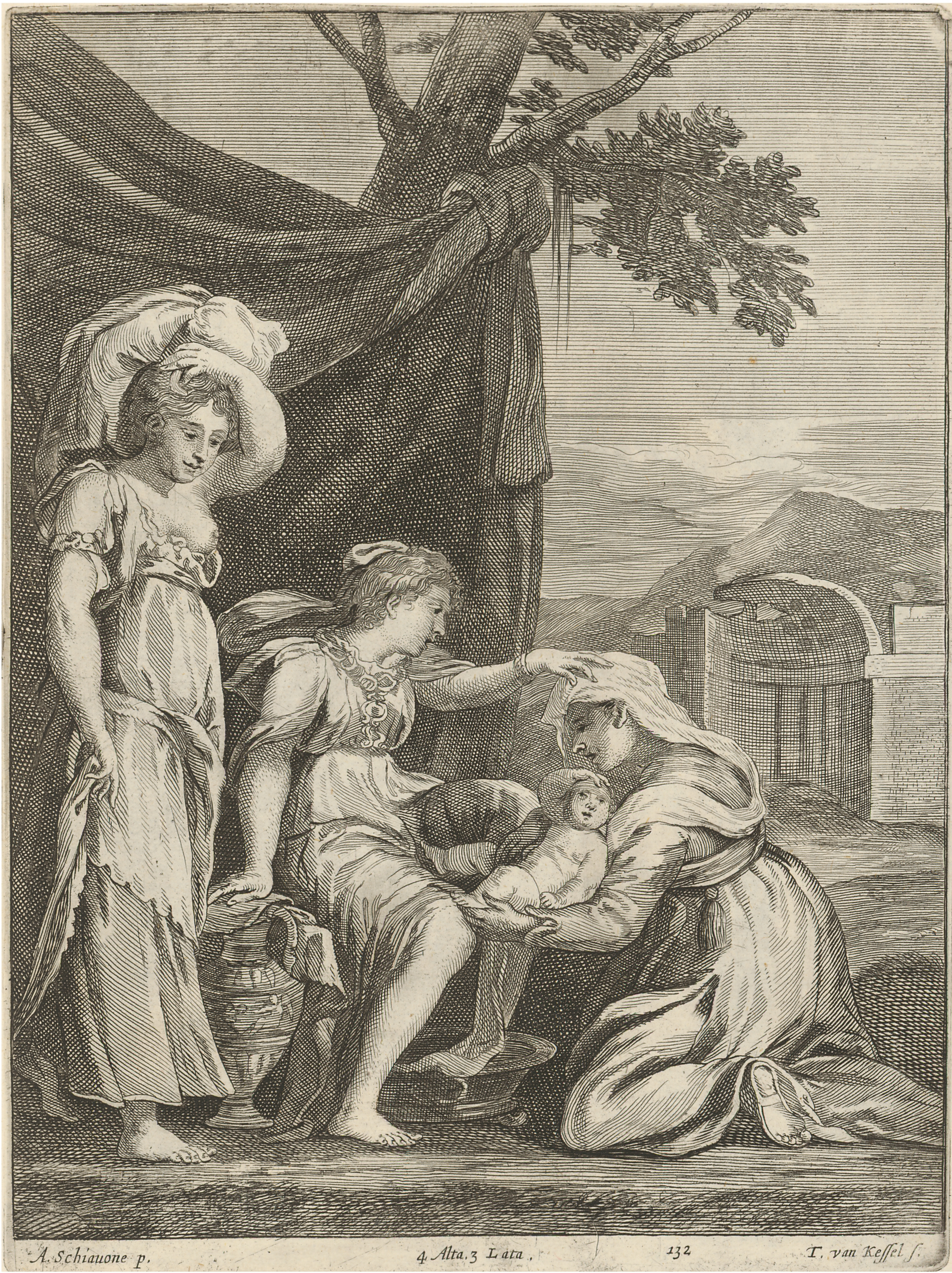
アンドレア・スキャヴォーネの原画:「東方三博士の礼拝」
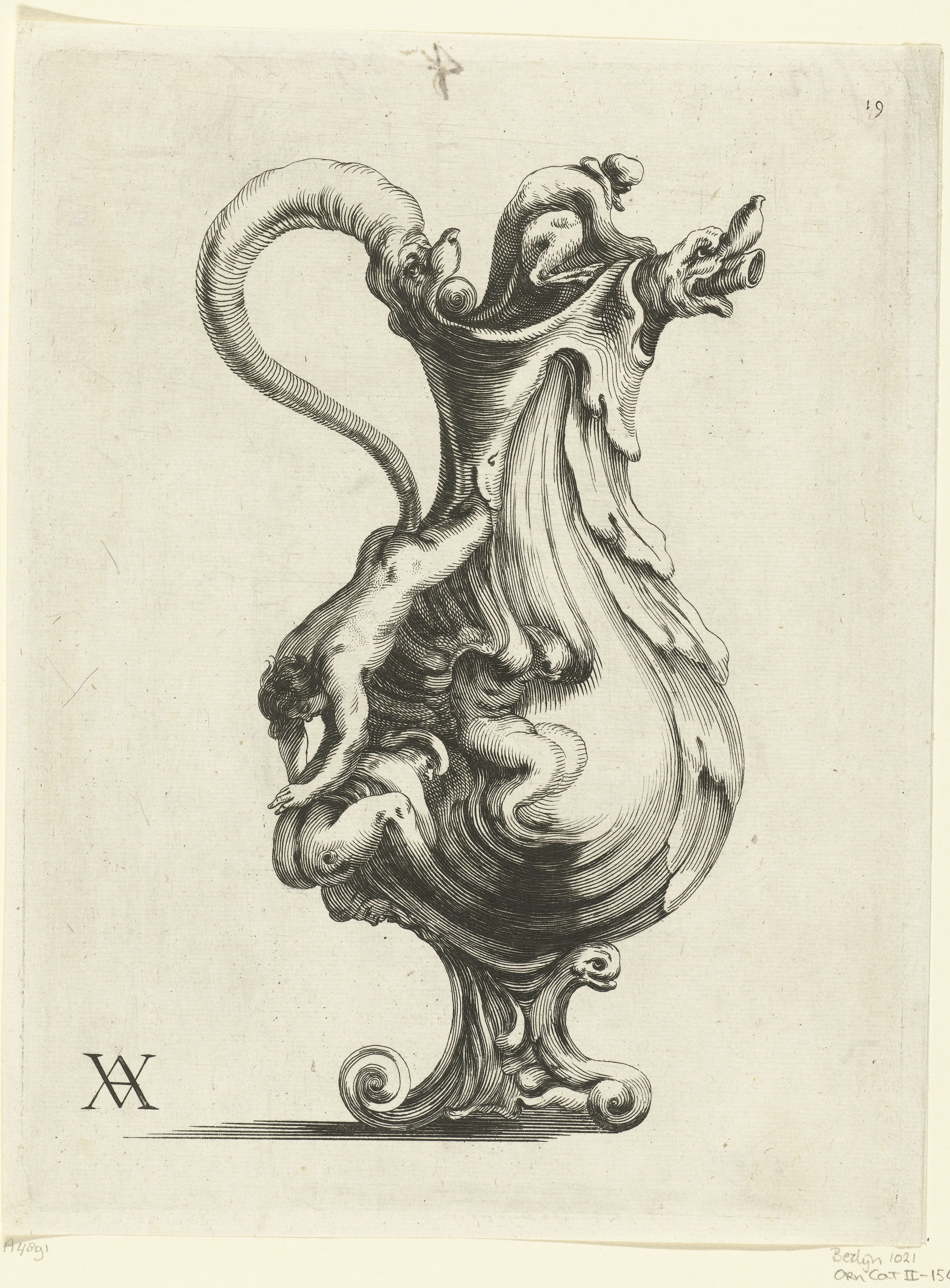
足つきの銀の水差し
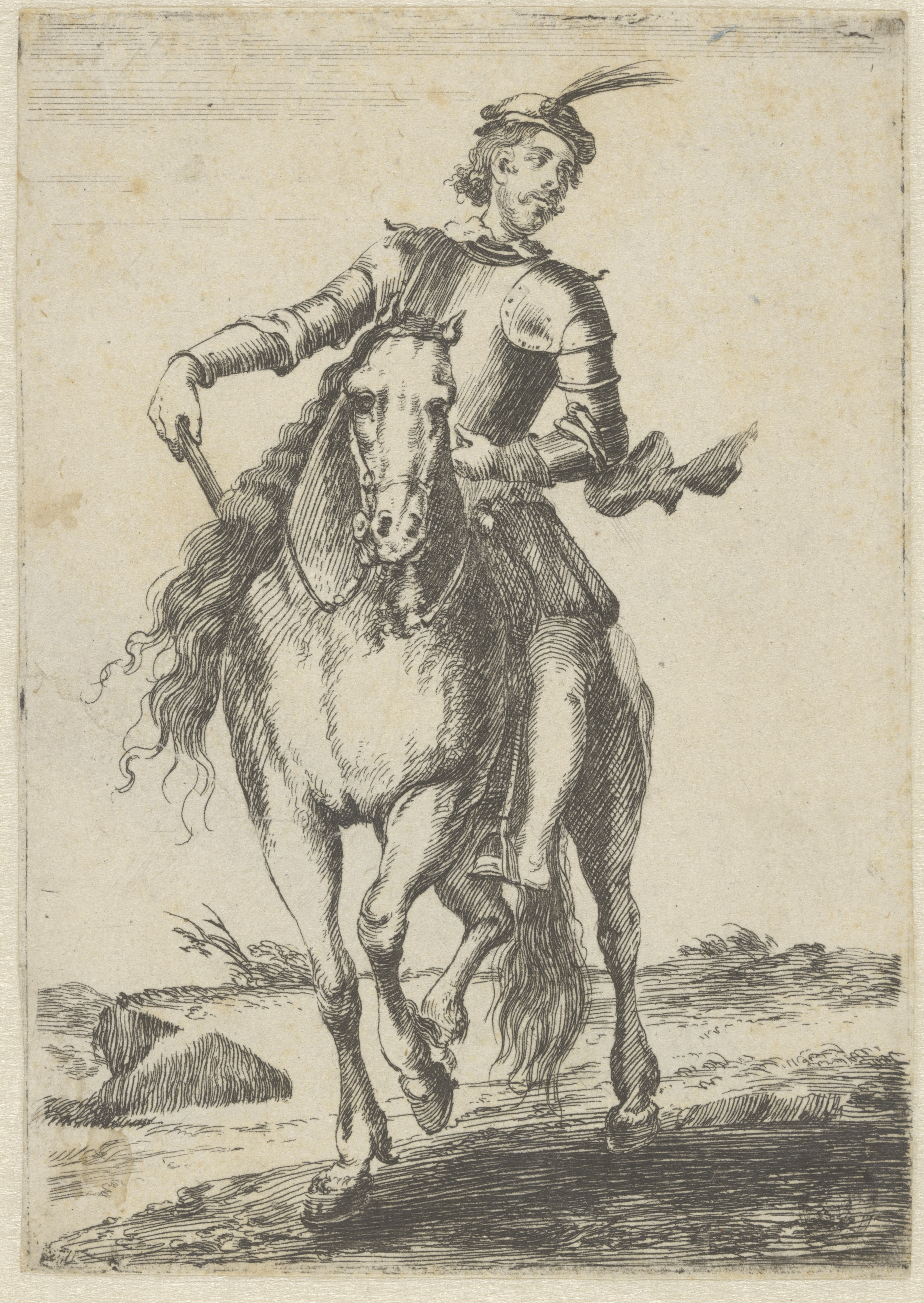
騎馬した東洋人

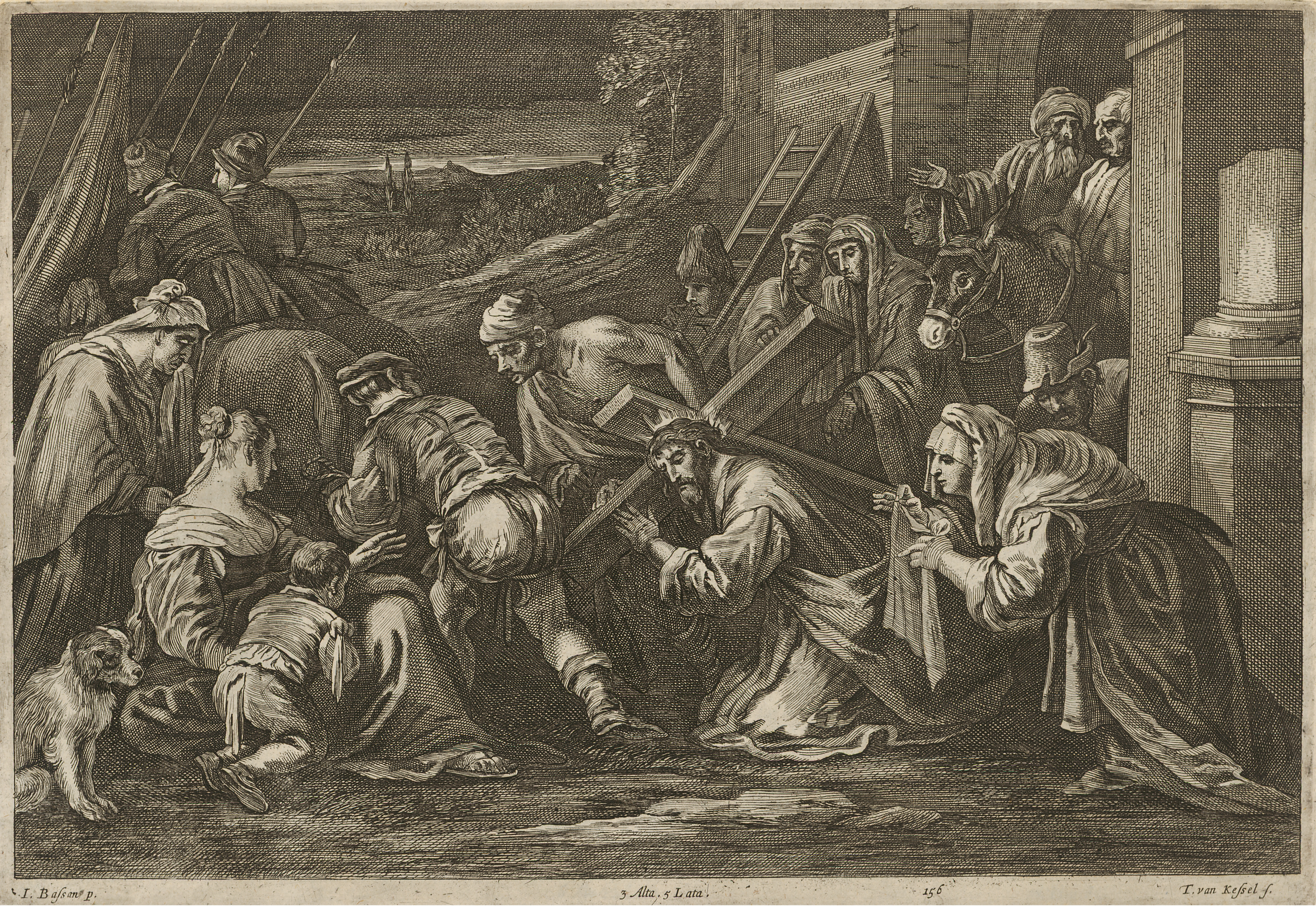
アンドレア・スキャヴォーネの原画:「十字架を運ぶキリスト」
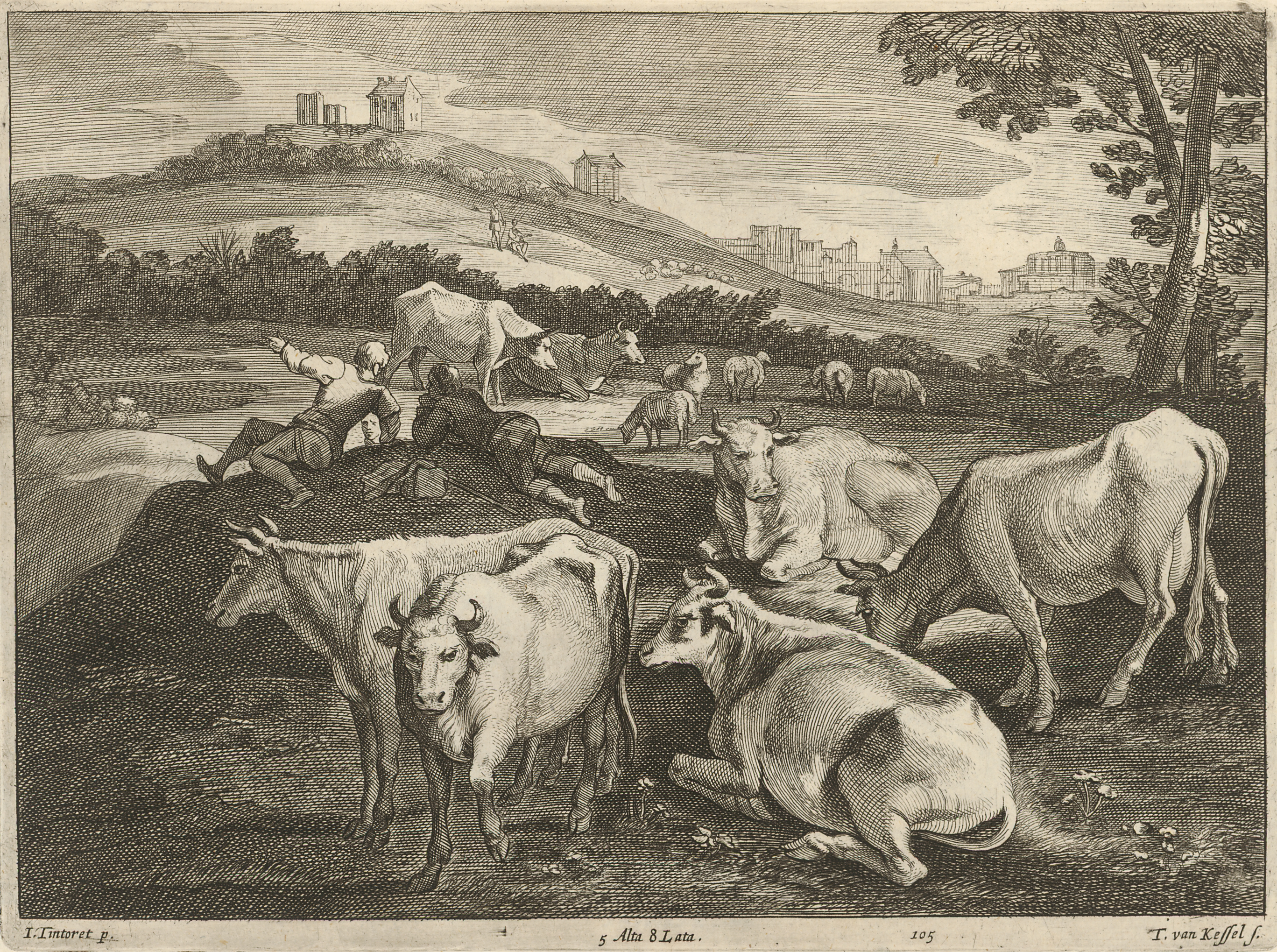
ティントレットの原画:「牛飼い」
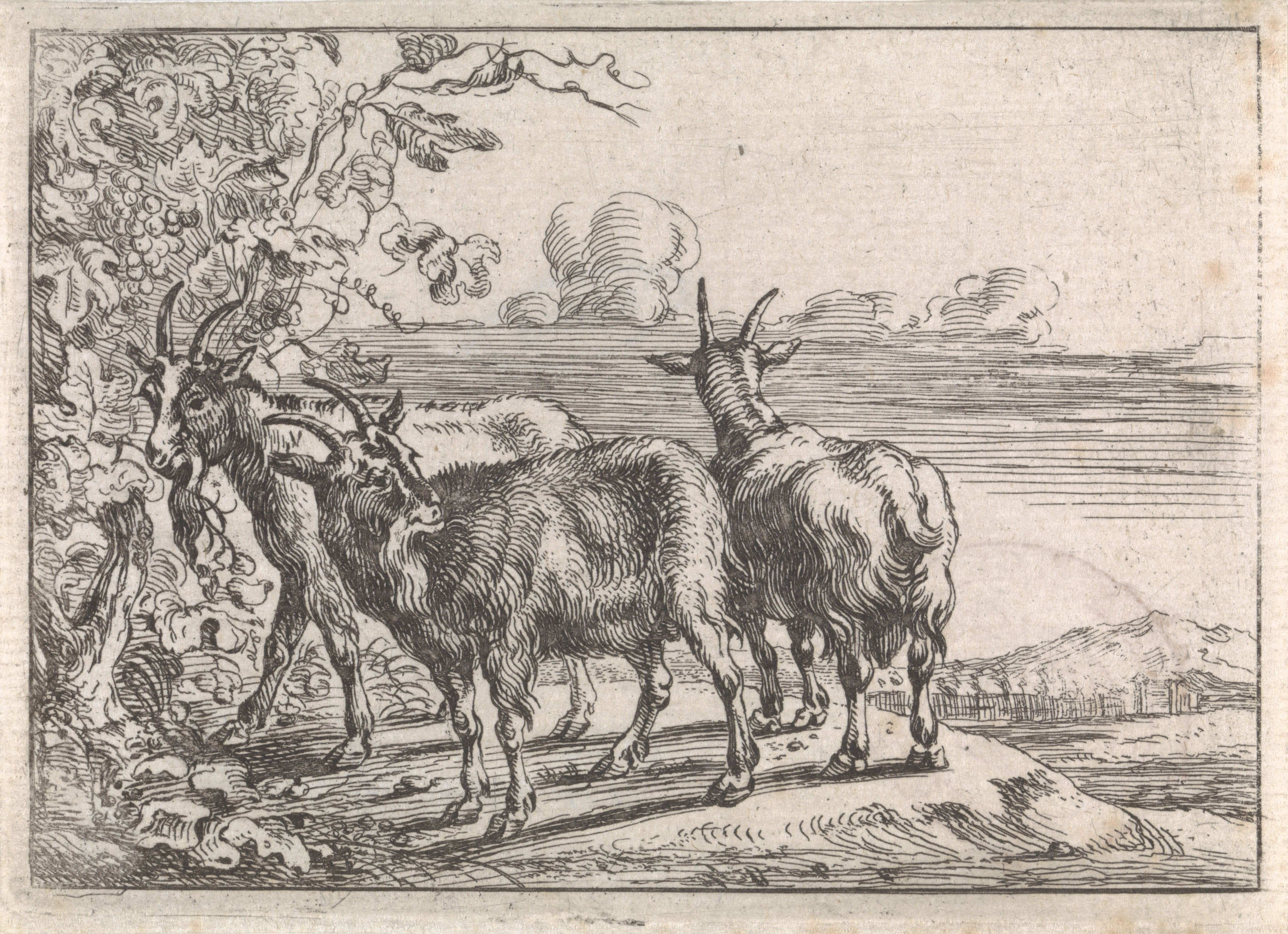
ヤン・ファン・デン・ヘッケの原画:「ブドウの木のそばのヤギ」